# Don Francisco
Mario Luis Kreutzberger Blumenfeld, mais conhecido como  Don Francisco (Talca, 28 de dezembro de 1940) é o principal apresentador de televisão chileno e hispânico, pouco conhecido no Brasil. Os seus pais eram judeus da Alemanha que fugiram para o Chile no ano do nascimento do filho. Foi o apresentador do programa Sábado Gigante, que ganhou o prêmio Guinness de mais duradouro programa de variedades do mundo inteiro, e o responsável por implementar a campanha Teleton na América Latina, começando pelo seu país natal em 1978. Os formatos do Teleton e do quadro "El Chacal de la Trompeta" do programa Sábado Gigante foram importados por Silvio Santos na década de 1990. Atualmente, Don Francisco se dedica a novos projetos televisivos e ao Teleton chileno.